# Gia đình xa lạ
Gia đình xa lạ (tiếng Hàn: (아는 건 별로 없지만) 가족입니다; Romaja: (Aneun Geon Byeollo Eopjiman) Gajogimnida) là một bộ phim truyền hình Hàn Quốc năm 2020 với sự tham gia của Jung Jin-young, Won Mi-kyung, Choo Ja-hyun, Han Ye-ri, Shin Jae-ha và Kim Ji-seok. Bộ phim được phát sóng trên tvN từ ngày 1 tháng 6 đến ngày 21 tháng 7 năm 2020.

## Diễn viên

### Vai chính
- Jung Jin-young vai Kim Sang-shik
  - Han Joon-woo vai Sang-shik lúc trẻ
- Won Mi-kyung vai Lee Jin-sook
  - Ah Young vai Jin-sook lúc trẻ
- Choo Ja-hyun vai Kim Eun-joo[2]
- Han Ye-ri vai Kim Eun-hee[3]
- Shin Jae-ha vai Kim Ji-woo[4]
- Kim Ji-seok vai Park Chan-hyuk

### Vai phụ
- Park Sang-myun vai Man-ho
- Jo Wan-gi vai Young-shik
- Seo Sang-won vai Yoo Sun-il
- Kim Tae-hoon vai Yoon Tae-hyung[5]
- Lee Jong-won vai Ahn Hyo-seok
- Bae Yoon-kyung vai So-young
- Shin Dong-wook vai Im Gun-joo
- Ga Deuk-hee vai Seo Kyung-ok
- Shin Hye-jeong vai Yoon Seo-young
- Choi Woong vai Lee Jong-min

### Khách mời xuất hiện đặc biệt
- Kim Soo-jin là tác giả cuốn sách (tập. 1 & 3)
- Choi Woong vai Lee Jong-min (tập. 1 & 7)
- Han Ji-wan vai Hye-soo (tập. 1)
- Park Hee-von vai Ri-ra (tập. 9)
- Oh Eui-shik vai Woo-seok (tập. 9)
- Baek Hyun-joo vai Mr. Yoo's wife (tập. 9)

## Nhạc phim

### Phần 1
| 9 tháng 6 năm 2020 | 9 tháng 6 năm 2020    | 9 tháng 6 năm 2020          | 9 tháng 6 năm 2020          | 9 tháng 6 năm 2020 | 9 tháng 6 năm 2020 |
| STT                | Nhan đề               | Phổ lời                     | Phổ nhạc                    | Artist             | Thời lượng         |
| ------------------ | --------------------- | --------------------------- | --------------------------- | ------------------ | ------------------ |
| 1.                 | "Family" (가족입니다) | Dong Woo-seok Yoo Jung-hyun | Dong Woo-seok Yoo Jung-hyun | Bumkey             | 3:24               |
| 2.                 | "Family" (Inst.)      |                             | Dong Woo-seok Yoo Jung-hyun |                    | 3:24               |
| Tổng thời lượng:   | Tổng thời lượng:      | Tổng thời lượng:            | Tổng thời lượng:            | Tổng thời lượng:   | 6:48               |

### Phần 2
| 16 tháng 6 năm 2020 | 16 tháng 6 năm 2020            | 16 tháng 6 năm 2020 | 16 tháng 6 năm 2020 | 16 tháng 6 năm 2020 | 16 tháng 6 năm 2020 |
| STT                 | Nhan đề                        | Phổ lời             | Phổ nhạc            | Artist              | Thời lượng          |
| ------------------- | ------------------------------ | ------------------- | ------------------- | ------------------- | ------------------- |
| 1.                  | "Love Message" (사랑한다는 말) | Hen                 | Hen                 | Sondia              | 4:10                |
| 2.                  | "Love Message" (Inst.)         |                     | Hen                 |                     | 4:10                |
| Tổng thời lượng:    | Tổng thời lượng:               | Tổng thời lượng:    | Tổng thời lượng:    | Tổng thời lượng:    | 8:20                |

### Phần 3
| 30 tháng 6 năm 2020 | 30 tháng 6 năm 2020    | 30 tháng 6 năm 2020       | 30 tháng 6 năm 2020                                             | 30 tháng 6 năm 2020 | 30 tháng 6 năm 2020 |
| STT                 | Nhan đề                | Phổ lời                   | Phổ nhạc                                                        | Artist              | Thời lượng          |
| ------------------- | ---------------------- | ------------------------- | --------------------------------------------------------------- | ------------------- | ------------------- |
| 1.                  | "My Day" (나의 하루)   | Dinner Coat Dong Woo-seok | Dinner Coat Dong Woo-seok Yoo Jung-hyun Shim Jin Song Hyun-jong | Gilgu Bonggu        | 3:58                |
| 2.                  | "My Day" (Ballad Ver.) | Dinner Coat Dong Woo-seok | Dinner Coat Dong Woo-seok Yoo Jung-hyun Shim Jin Song Hyun-jong | Gilgu Bonggu        | 3:22                |
| Tổng thời lượng:    | Tổng thời lượng:       | Tổng thời lượng:          | Tổng thời lượng:                                                | Tổng thời lượng:    | 7:20                |

## Tỷ lệ người xem
| Mùa | Mùa | Số tập | Số tập | Số tập | Số tập | Số tập | Số tập | Số tập | Số tập | Số tập | Số tập | Số tập | Số tập | Số tập | Số tập | Số tập | Số tập | Trung bình |
| Mùa | Mùa | 1      | 2      | 3      | 4      | 5      | 6      | 7      | 8      | 9      | 10     | 11     | 12     | 13     | 14     | 15     | 16     | Trung bình |
| --- | --- | ------ | ------ | ------ | ------ | ------ | ------ | ------ | ------ | ------ | ------ | ------ | ------ | ------ | ------ | ------ | ------ | ---------- |
|     | 1   | 581    | 739    | 597    | 746    | 639    | 818    | 694    | 917    | 851    | 946    | 808    | 846    | 975    | 853    | 884    | 1024   | 807        |

| Tập | Ngày phát sóng      | Tỷ lệ người xem trung bình | Tỷ lệ người xem trung bình | Tỷ lệ người xem trung bình |
| Tập | Ngày phát sóng      | AGB Nielsen                | AGB Nielsen                |                            |
| Tập | Ngày phát sóng      | Toàn quốc                  | Seoul                      |                            |
| --- | ------------------- | -------------------------- | -------------------------- | -------------------------- |
| 1 | 1 tháng 6 năm 2020  | 3.122%                     | 3.426%                     |                            |
| 2 | 2 tháng 6 năm 2020  | 3.930%                     | 4.520%                     |                            |
| 3 | 8 tháng 6 năm 2020  | 3.345%                     | 3.248%                     |                            |
| 4 | 9 tháng 6 năm 2020  | 3.862%                     | 4.528%                     |                            |
| 5 | 15 tháng 6 năm 2020 | 3.188%                     | 3.376%                     |                            |
| 6 | 16 tháng 6 năm 2020 | 4.127%                     | 4.897%                     |                            |
| 7 | 22 tháng 6 năm 2020 | 3.582%                     | 4.016%                     |                            |
| 8 | 23 tháng 6 năm 2020 | 4.721%                     | 5.599%                     |                            |
| 9 | 29 tháng 6 năm 2020 | 4.402%                     | 5.018%                     |                            |
| 10 | 30 tháng 6 năm 2020 | 4.737%                     | 5.294%                     |                            |
| 11 | 6 tháng 7 năm 2020  | 4.383%                     | 5.035%                     |                            |
| 12 | 7 tháng 7 năm 2020  | 4.336%                     | 5.385%                     |                            |
| 13 | 13 tháng 7 năm 2020 | 4.822%                     | 5.690%                     |                            |
| 14 | 14 tháng 7 năm 2020 | 4.487%                     | 5.504%                     |                            |
| 15 | 20 tháng 7 năm 2020 | 4.365%                     | 4.914%                     |                            |
| 16 | 21 tháng 7 năm 2020 | 5.434%                     | 6.198%                     |                            |
| Average | Average             | 4.178%                     | 4.791%                     |                            |
| - Trong bảng trên đây, số màu xanh biểu thị cho tỷ lệ người xem thấp nhất và số màu đỏ biểu thị cho tỷ lệ người xem cao nhất:. - Bộ phim này được phát sóng trên hệ thống các kênh truyền hình cáp/trả phí nên số lượng người xem thấp hơn so với truyền hình miễn phí (ví dụ như KBS, SBS, MBC hay EBS). |                     |                            |                            |                            |